# Suradowo
Suradowo – wieś w Polsce położona w województwie kujawsko-pomorskim, w powiecie lipnowskim, w gminie Lipno.
W latach 1975–1998 miejscowość należała administracyjnie do województwa włocławskiego.